# Chapelle Sainte-Cécile de Briec
Pour les articles homonymes, voir Sainte-Cécile, Sainte Cécile et Cécile.
La chapelle Sainte-Cécile est une chapelle située à Briec, en France. Elle est la seule chapelle de la pointe de Bretagne à être dédiée à sainte Cécile ("santez Aziliz" en breton), la patronne des musiciens.

## Localisation
La chapelle est située dans le département français du Finistère, sur la commune de Briec.

## Historique
La chapelle était à l'origine dédiée à saint Suliau, la prononciation bretonne a été maintenue. Le concile de Trente demanda que les saints bretons "douteux" car non reconnus officiellement par l'église catholique, soient remplacés.
L'édifice, avec sa croix-calvaire, est inscrit au titre des monuments historiques en 1935. Le pardon est organisé la seconde quinzaine de juin.

## Architecture
C'est un édifice en forme de croix latine datant du début du XVIe siècle. La chapelle possède une flèche très élancée avec un clocher à jour. Elle est composée  d'une nef, de deux bras de transept et d'une abside carrée.et trois autels en pierre de taille, dont le maître-autel qui est peint et porte un bas-relief en bois polychrome représentant la Cène, ainsi que, sur le devant, un triangle représentant la Sainte Trinité. Les cloches d'origine provenaient de la chapelle de Pénity et auraient été enterrées dans une prairie des environs ; elles n'ont pas été retrouvées. Des statues du XVIe siècle subsistent, notamment celles de sainte Cécile, de saint Maurice (Maurice de Carnoët ?), de saint Herbot, de saint Ronan, de saint Oulaës et de sainte Apolline.

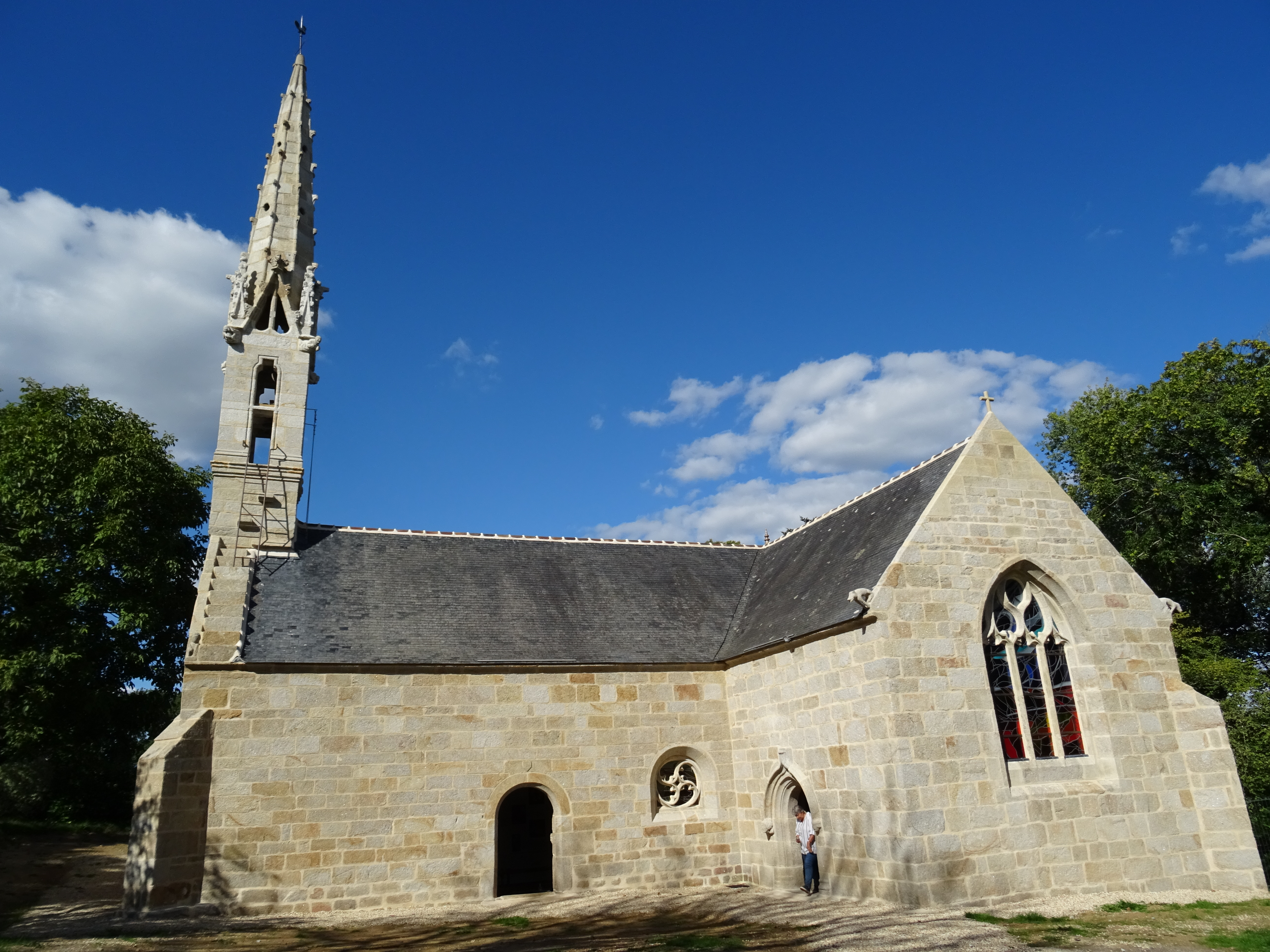
Chapelle Sainte-Cécile : vue extérieure d'ensemble.
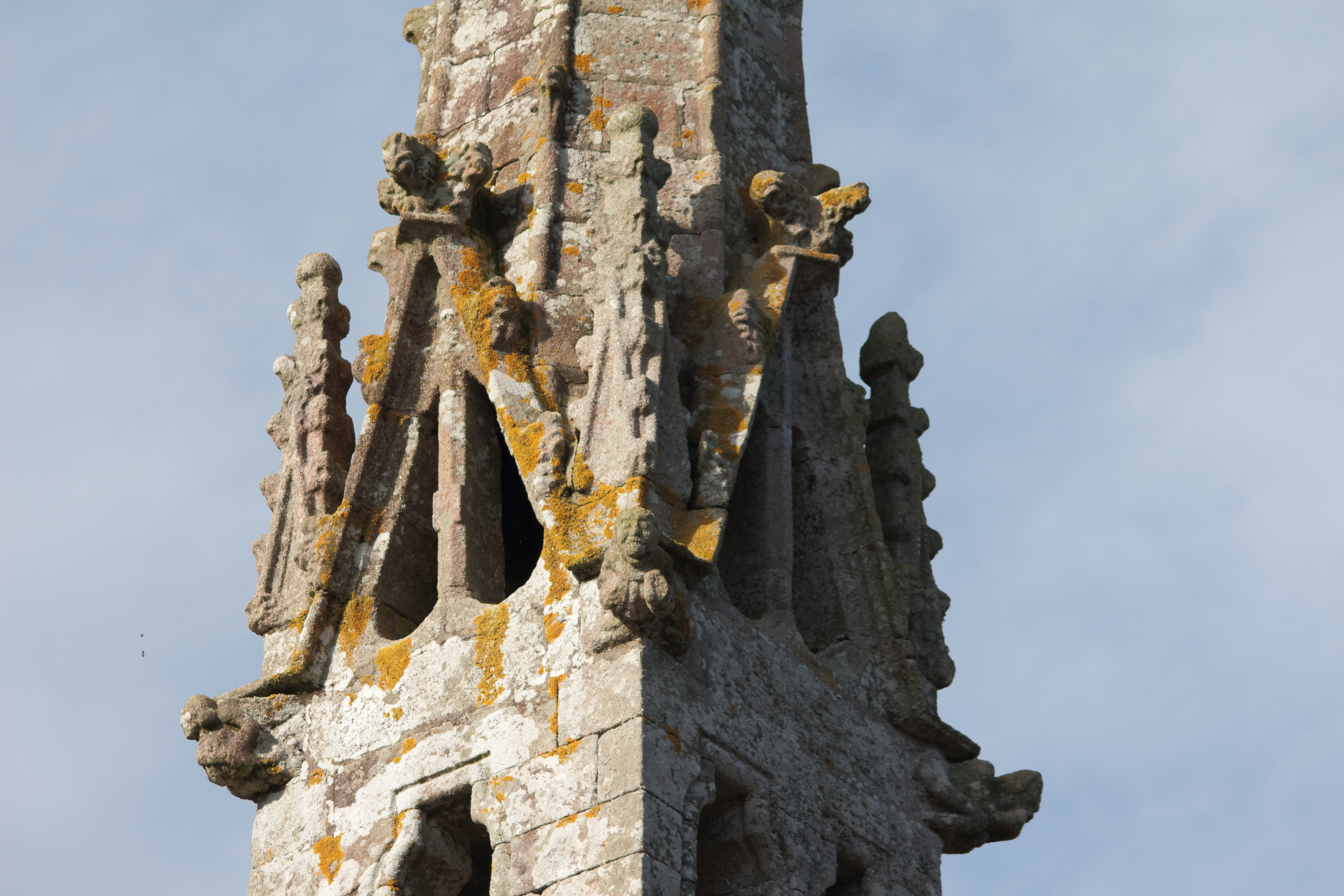
Chapelle Sainte-Cécile : détail du clocher.
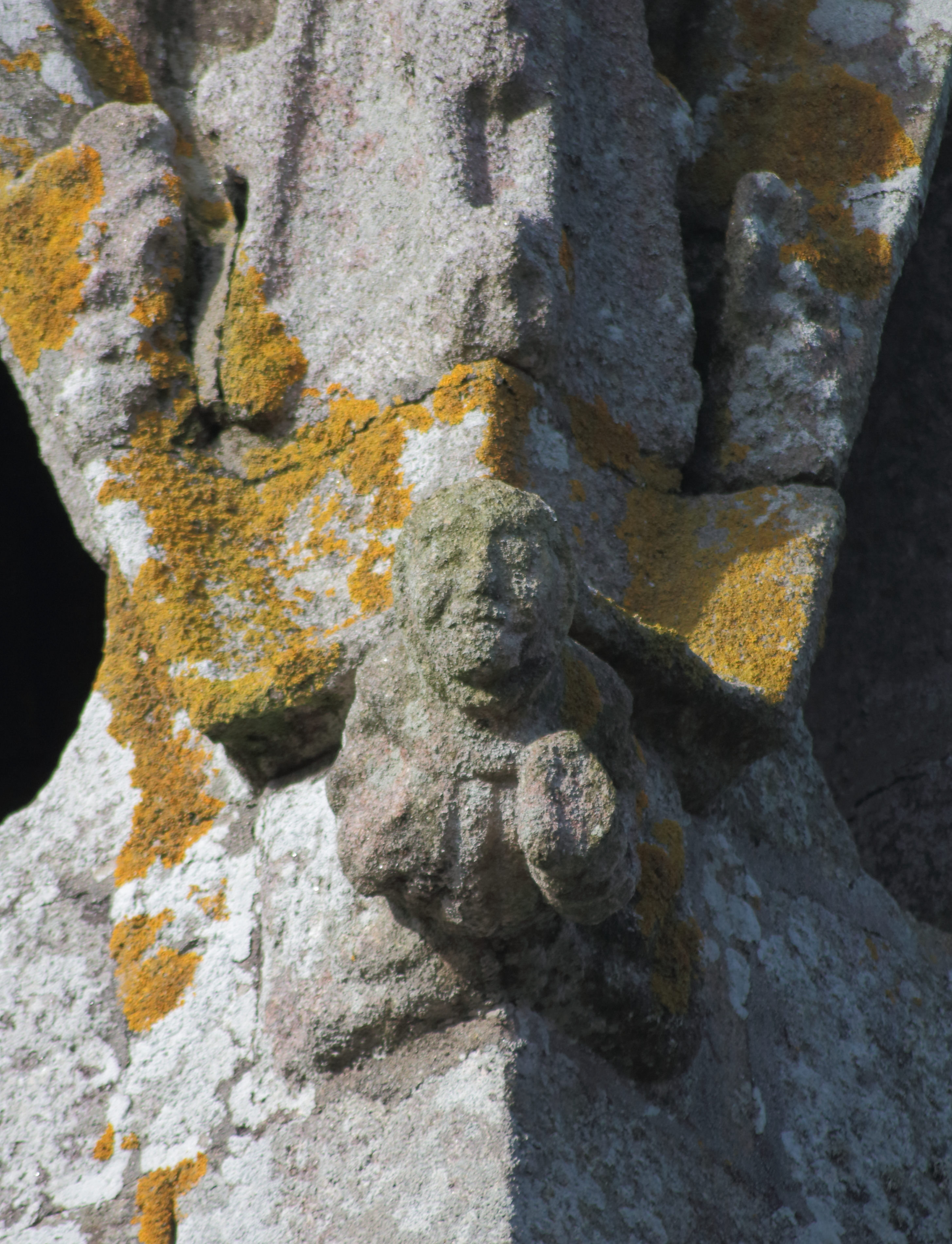
Chapelle Sainte-Cécile : détail d'une sculpture du clocher.
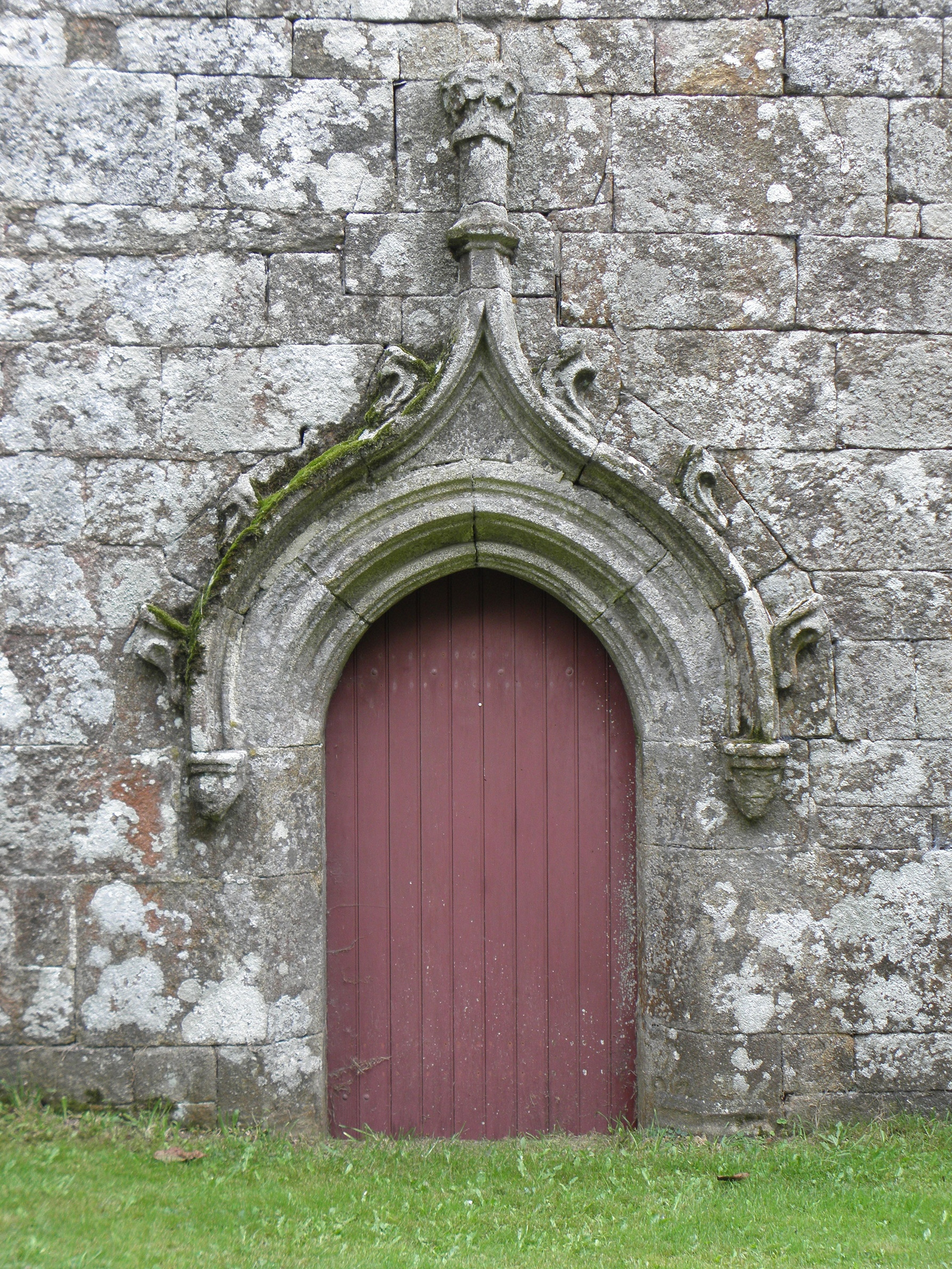
Chapelle Sainte-Cécile : porte occidentale du transept sud.
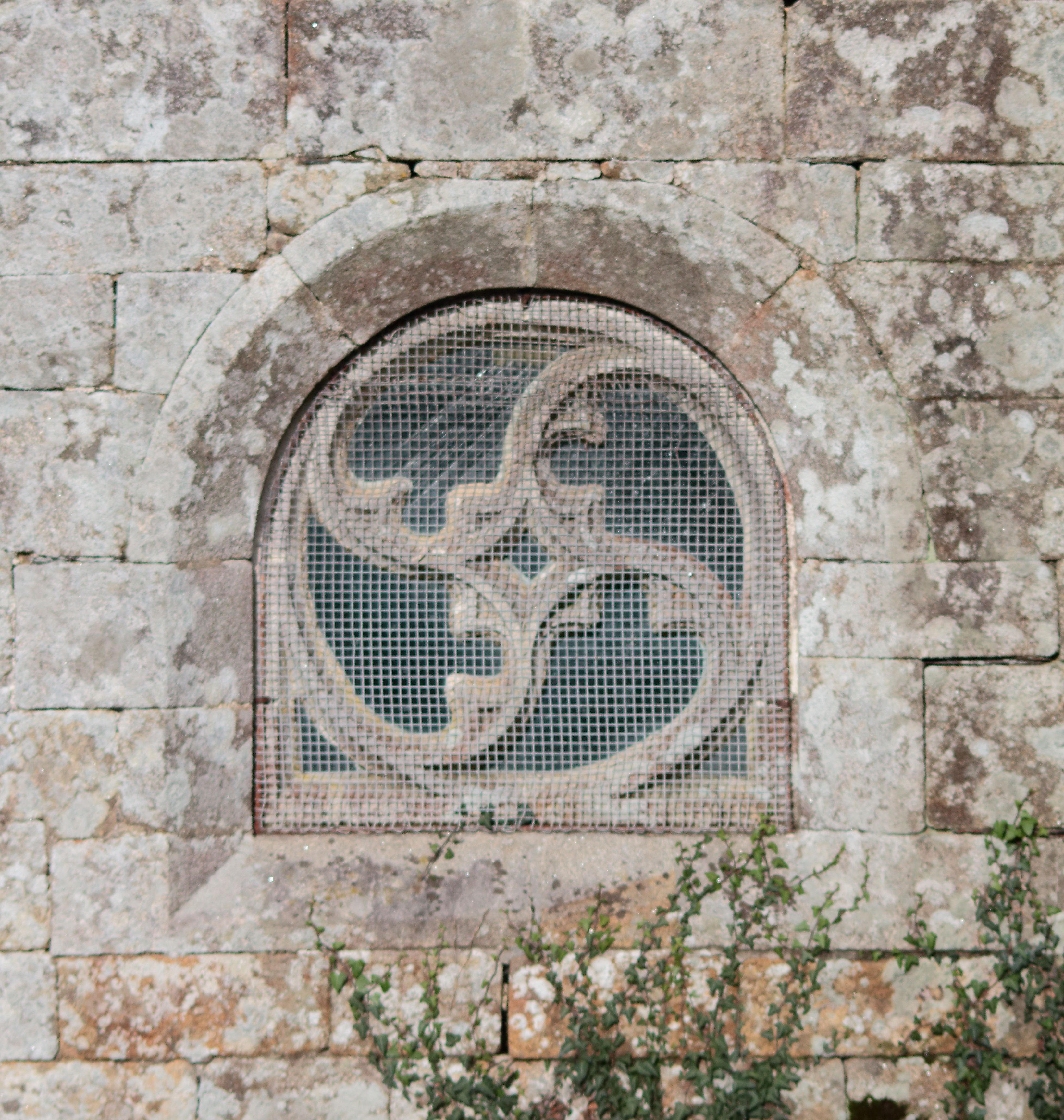
Chapelle Sainte-Cécile : une des fenêtres.
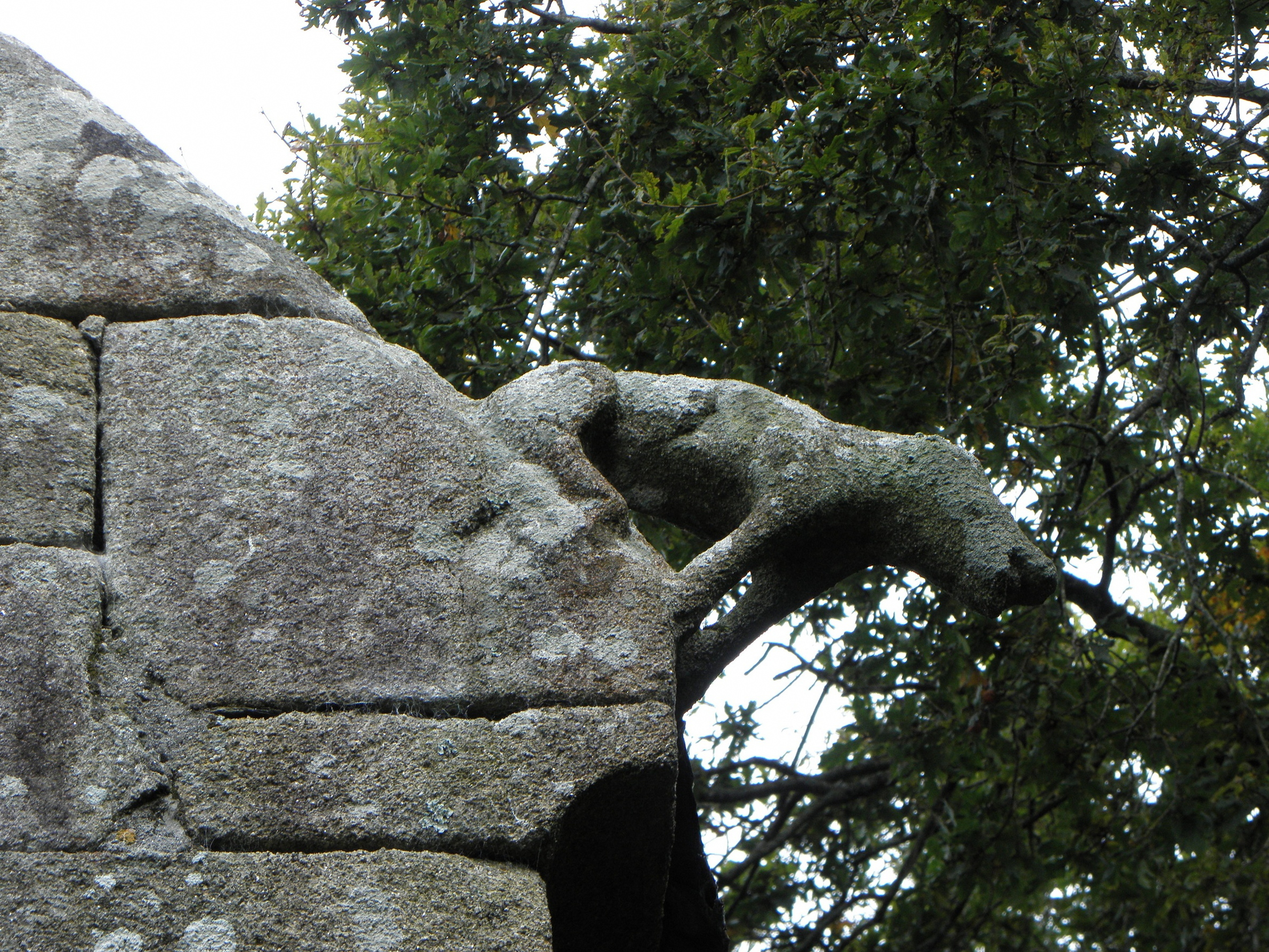
Chapelle Sainte-Cécile : sculpture amortissant l'un des pignons.

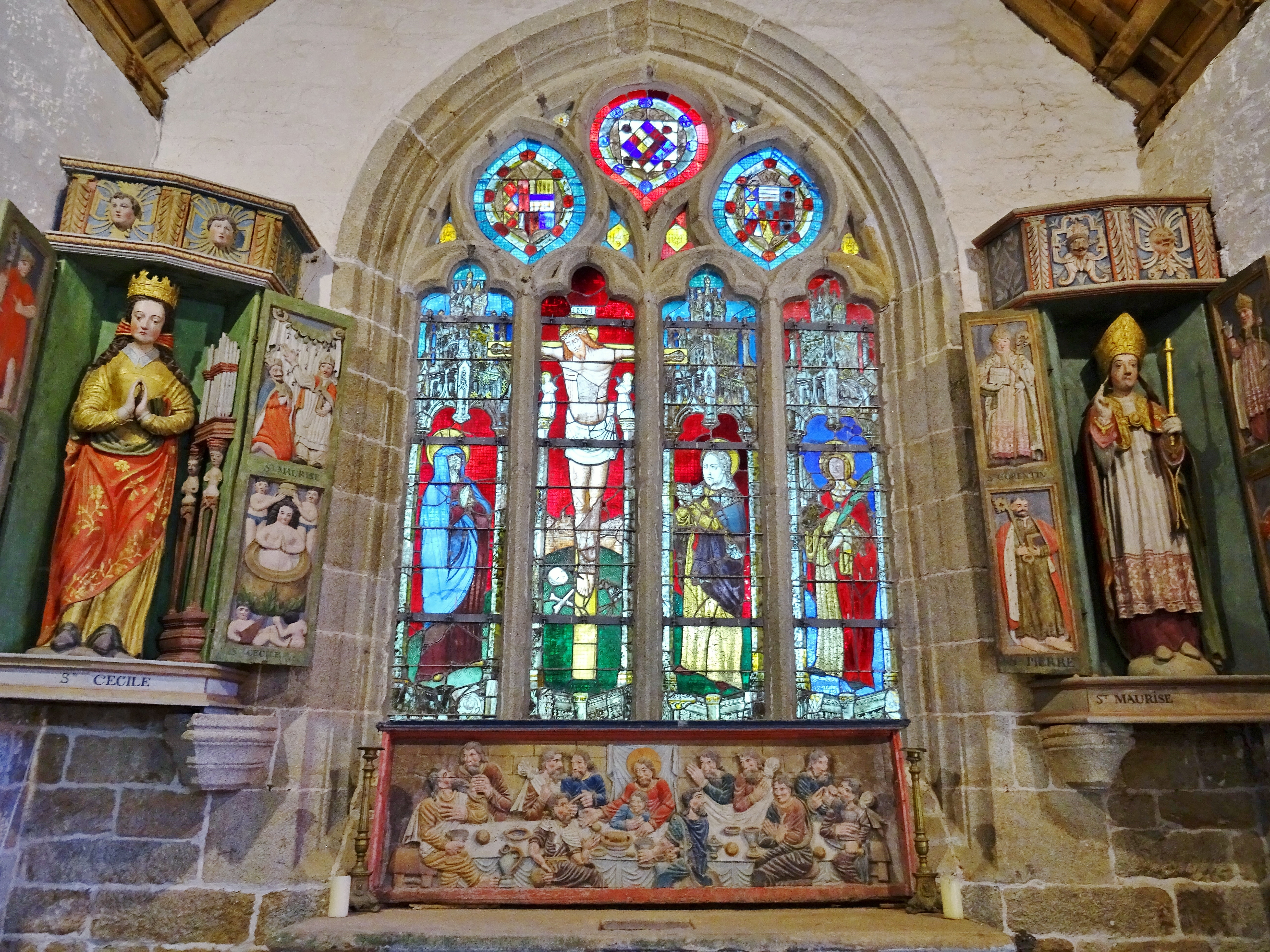
Chapelle Sainte-Cécile : maître-autel, verrière et statues de sainte Cécile et saint Maurice.
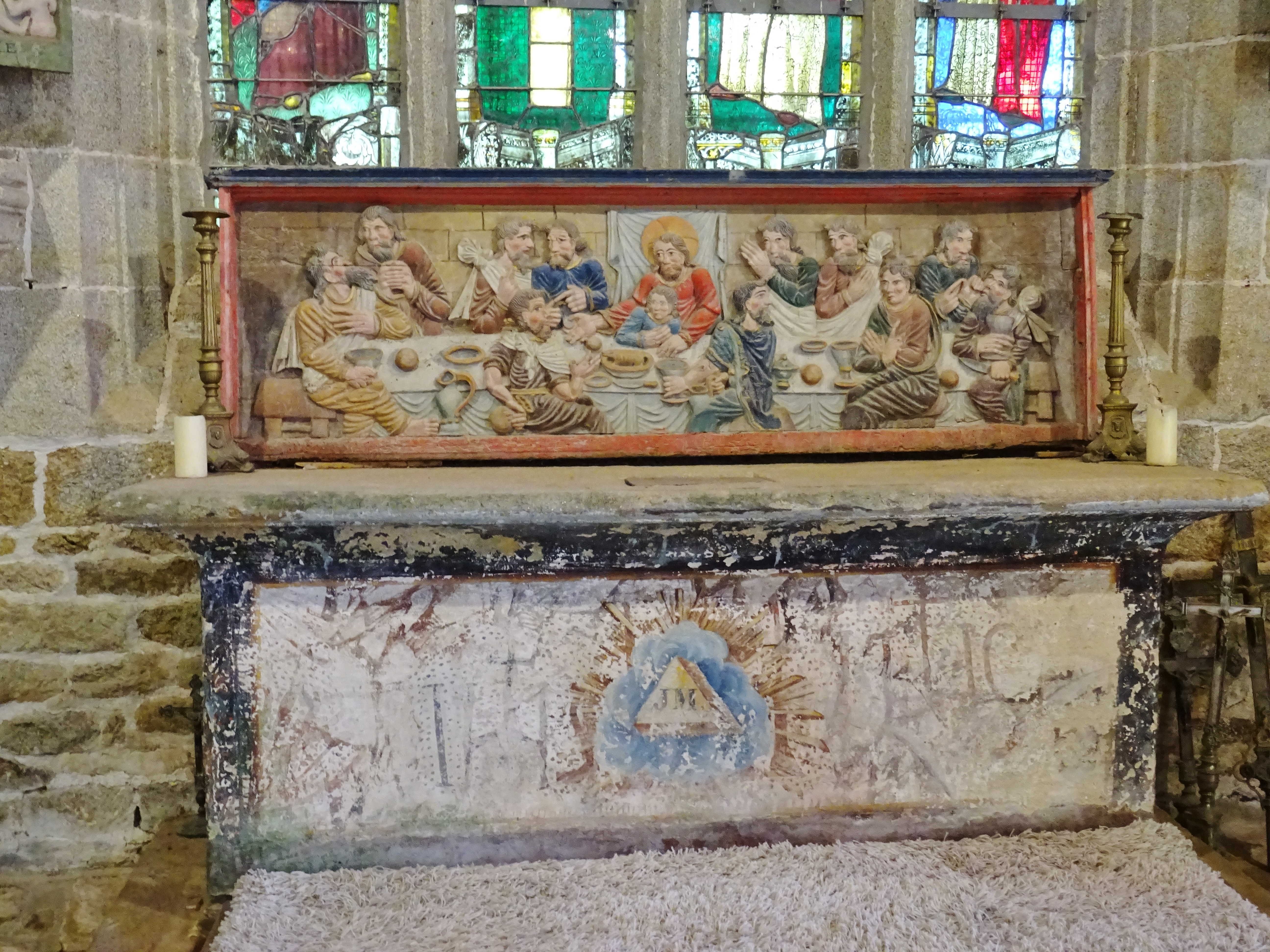
Chapelle Sainte-Cécile : l'avant du maître-autel avec le bas-relief représentant la Cène et, au-dessous, un triangle peint symbole de la Sainte Trinité.
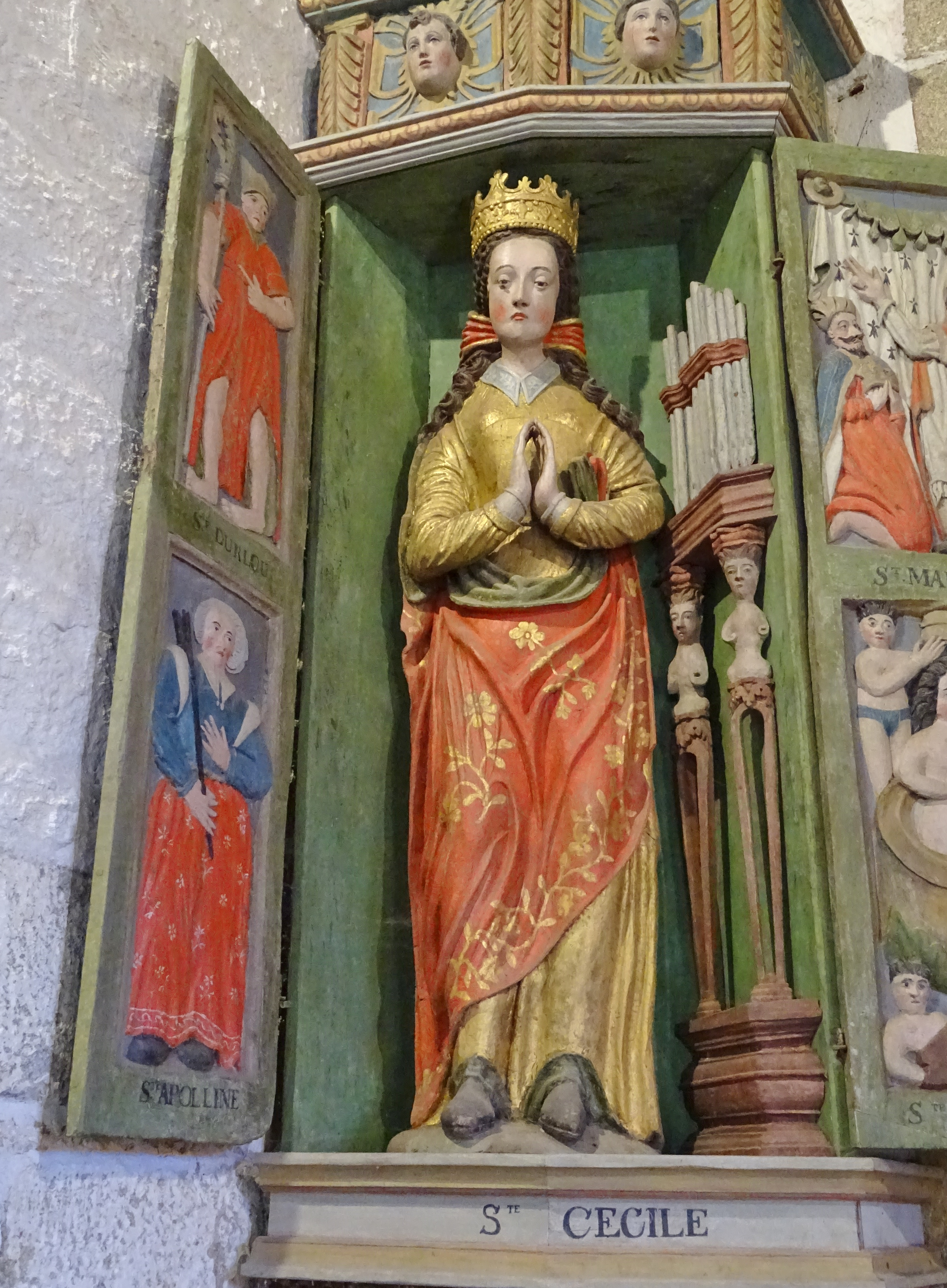
Chapelle Sainte-Cécile : statue de sainte Cécile.
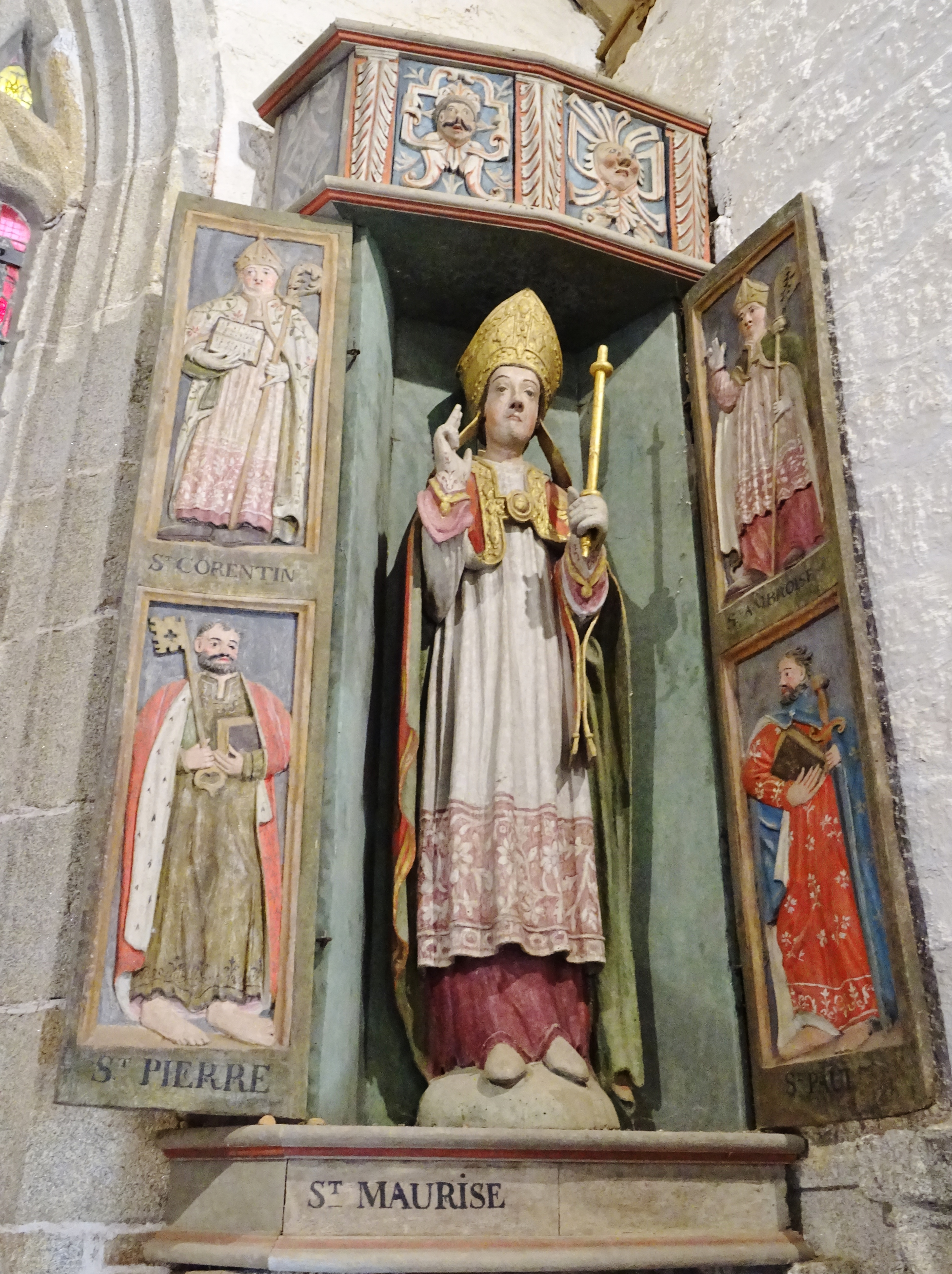
Chapelle Sainte-Cécile : statue de saint Maurice.
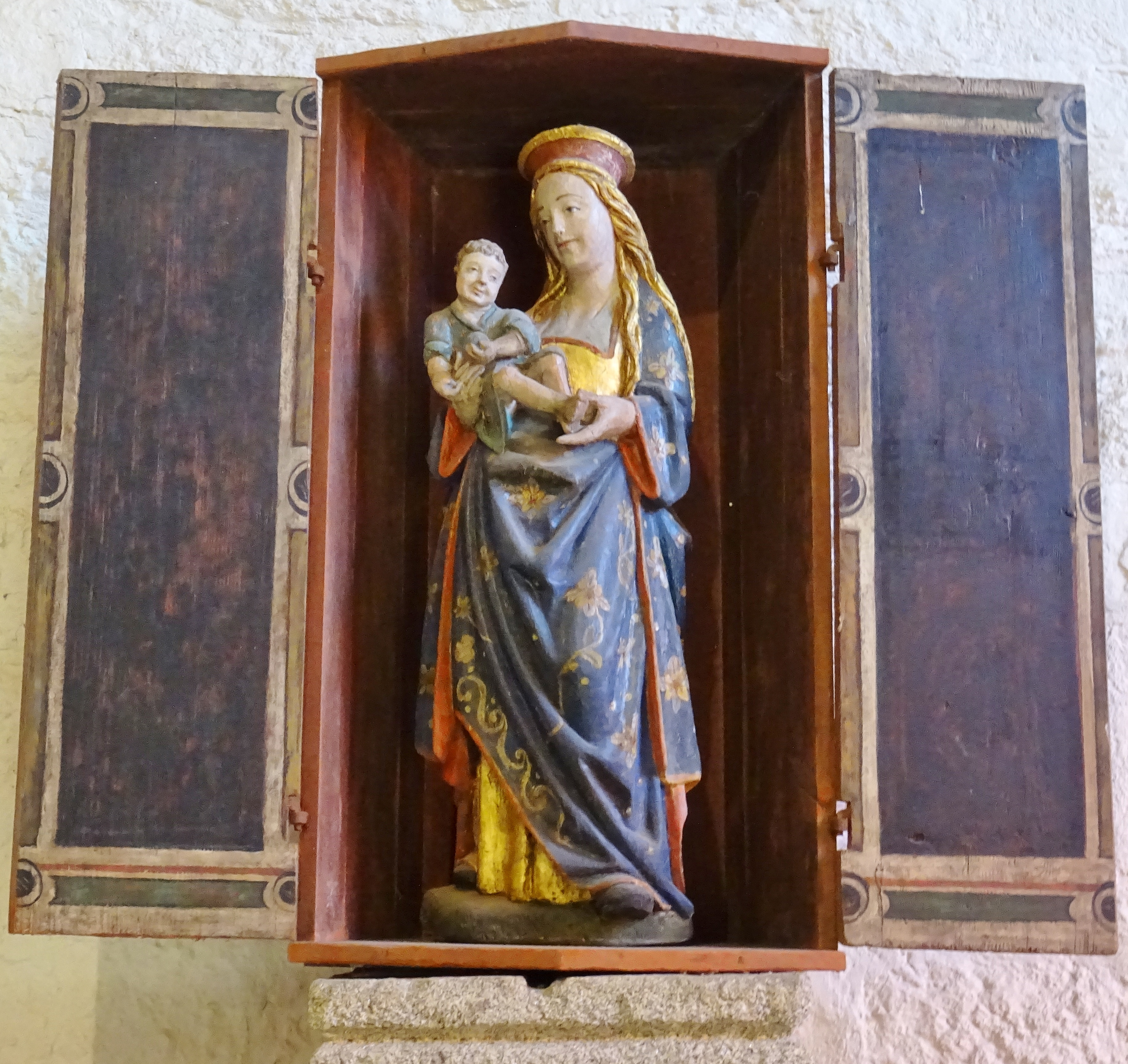
Chapelle Sainte-Cécile : piétà.
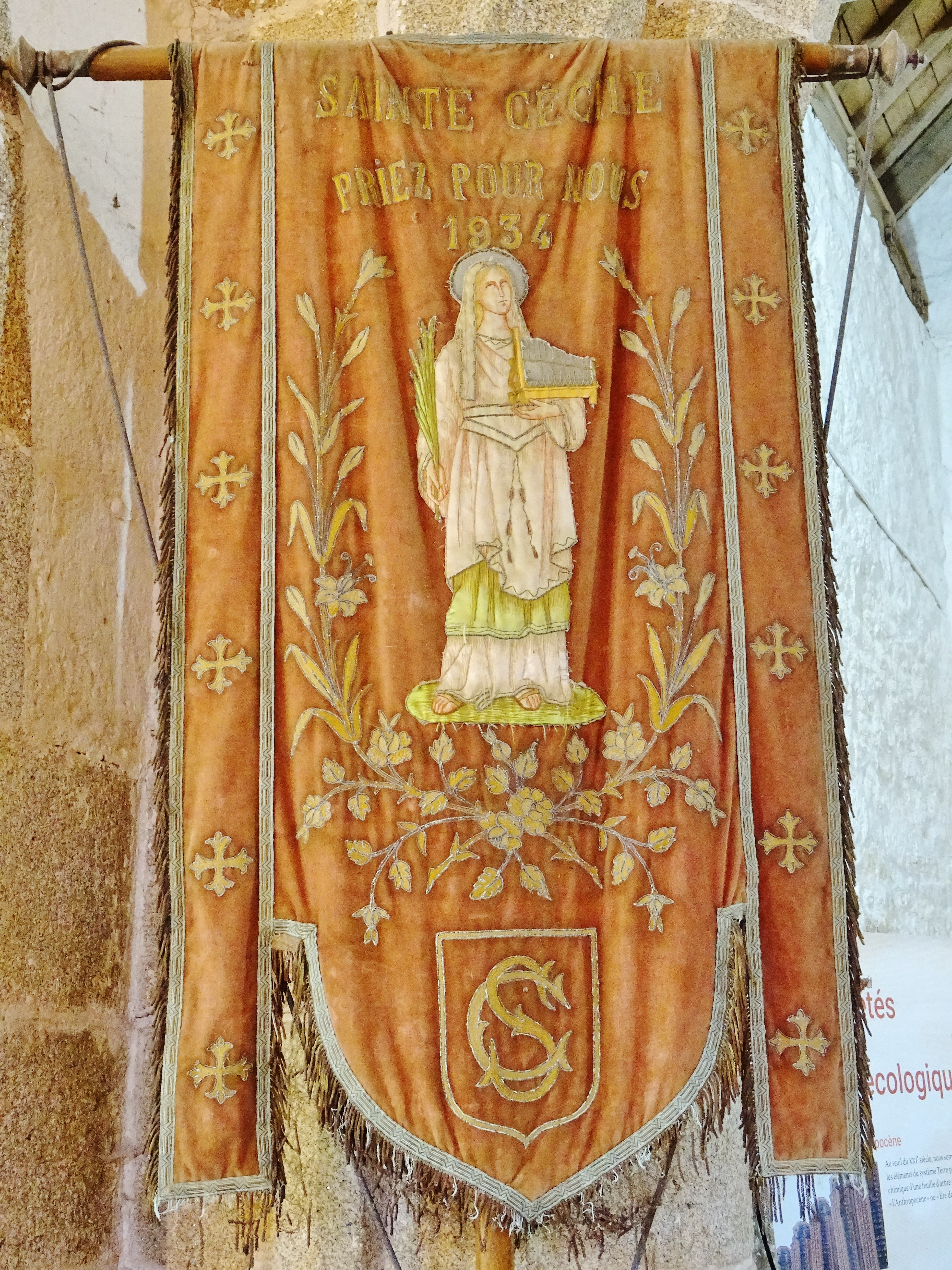
Chapelle Sainte-Cécile : bannière de procession de sainte Cécile datant de 1934.

La verrière du chevet
C'est une baie à quatre lancettes trilobées composée de 16 panneaux de vitraux de hauteurs différentes, quatre par quatre. Les trois lancettes de gauche présentent une Crucifixion, la dernière à l’extrême droite étant réservée à la représentation de sainte Cécile.

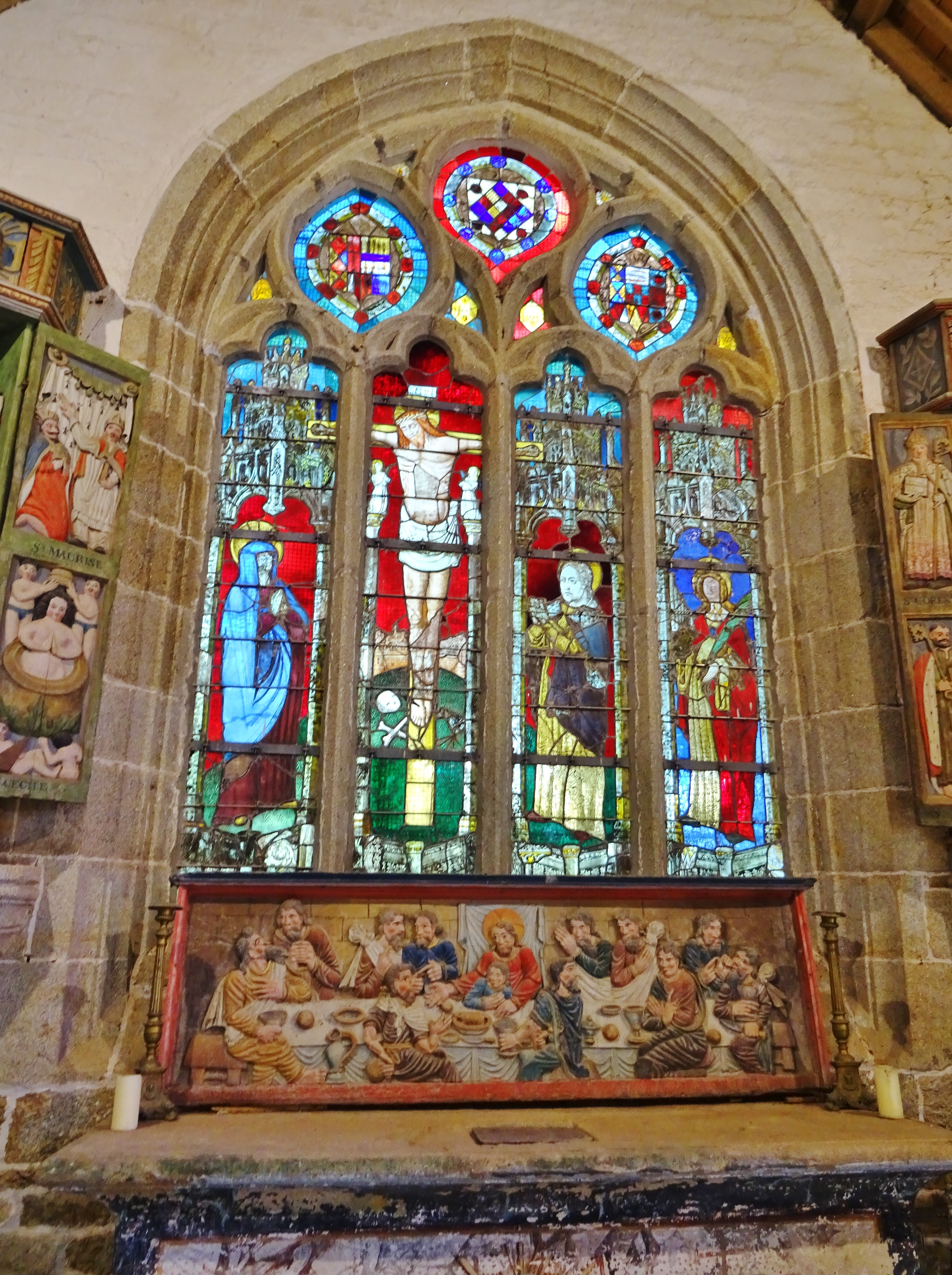
Chapelle Sainte-Cécile, la verrière derrière le maître-autel.

Actuellement, seule subsiste de la chapelle originelle la verrière du chevet. Le XVIe siècle avait fourni à cette chapelle au moins deux autres verrières dont nous avons la description. Les sujets étaient, dans la grande baie du transept sud, une vie de sainte Cécile, et dans la petite baie est du transept nord une Annonciation. En dehors de ces descriptions, nous savons peu de choses sur leur disparition. En 1878, dans un ouvrage sur le vitrail en Bretagne, Auguste André reprend un article paru dans un Bulletin de la Société archéologique du Finistère. Puis ce fut en 1890, le tour du chanoine Abgrall qui fit une description détaillée de la chapelle, et decrivit en 1904 les vitraux dans un article qui fut repris  en partie en mars 1906 par la Revue d’art sacré. En 1922, Corroze et Gay en auraient pris des photos, données par la suite au chercheur Jean Lafond, photos qui demeurent introuvables.
Ces vitraux, ainsi que celui subsistant actuellement, ont été classés en 1906. Sur la disparition des deux vitraux, on ne sait que peu de choses. Jean Lafond indique que, lors de son passage, ils ont déjà péri de misère, et que celui du chœur est dans un état pitoyable. On peut se poser aussi la question d’une dépose des restes par un verrier en vue d’une possible restauration qui n’a pas abouti ; la mémoire locale semble l’affirmer.
De cette verrière, avant cette date qui annonce sa restauration, il ne restait plus en place que quarante-cinq pour cent de vitraux anciens. Les parties manquantes étaient en verre dépoli et quelques morceaux de couleur bleue en verre plat qui avaient été utilisés ici et là dont la robe de la Vierge. Ces éléments peuvent nous donner une approche d’une petite restauration postérieure à la seconde partie du XIXe siècle. Cette façon de procéder, qui est plus proche de la conservation que de la restauration, est typique d’un atelier quimpérois comme celui de Cassaigne qui habitait place au Beurre, ne possédant pas de four, ni de grisaille et peut-être pas la main assez habile pour reprendre des pièces dans l’esprit des anciennes. Il restaurait ainsi, sauvant de la ruine certaine, de nombreux vitraux de la région quimpéroise. Cette verrière a été restaurée en 1981 par le maître-verrier Jean-Pierre Le Bihan et la chapelle dans son ensemble a été restaurée entre 1979 et 1987.
La croix-calvaire
Cette croix-calvaire en granite porte à son sommet sur une face la Crucifixion avec des anges aux calices sous les bras du Christ et, sur l'autre face, sainte Cécile portant une palme.

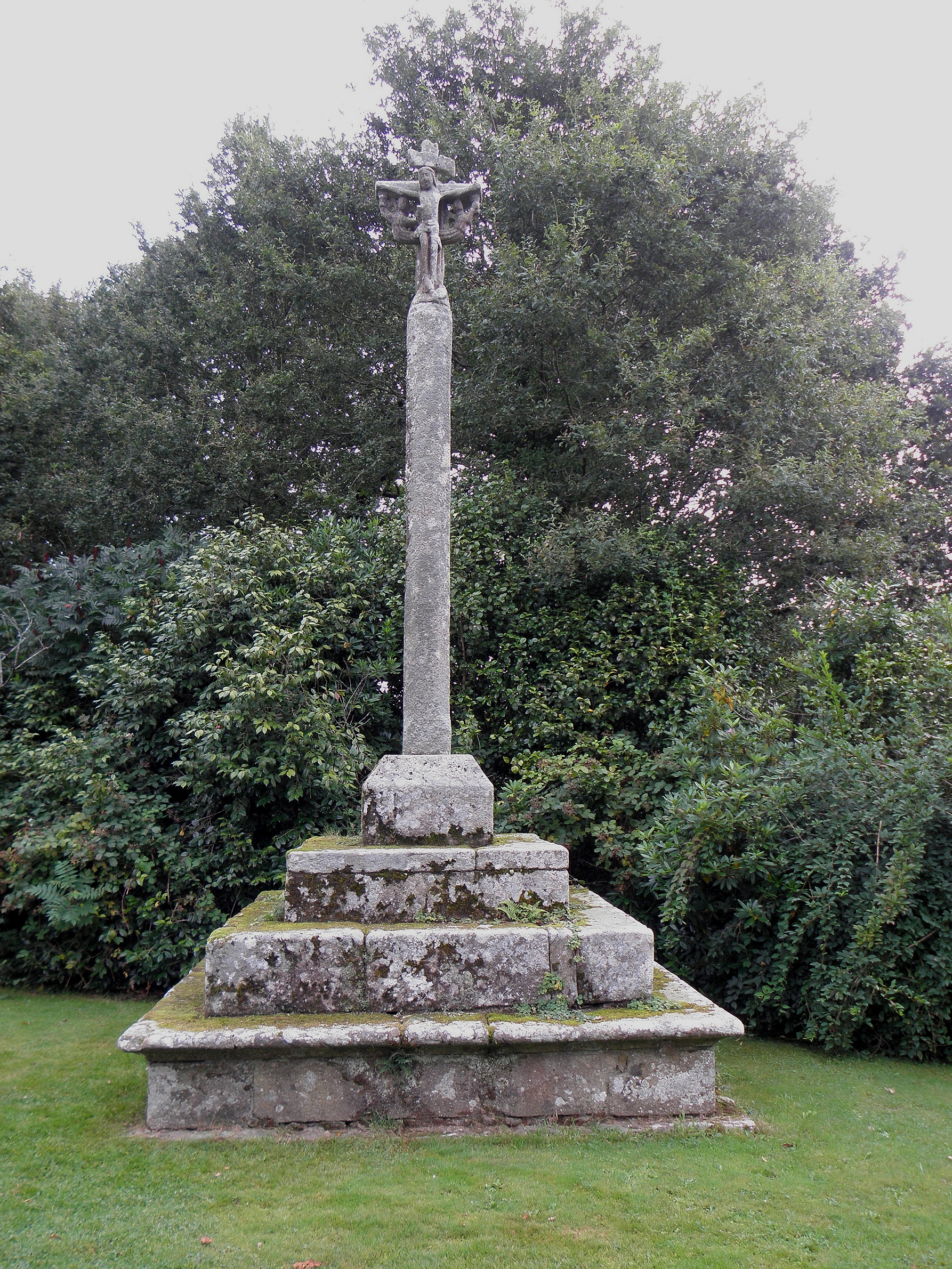
Le calvaire : vue d'ensemble 1.
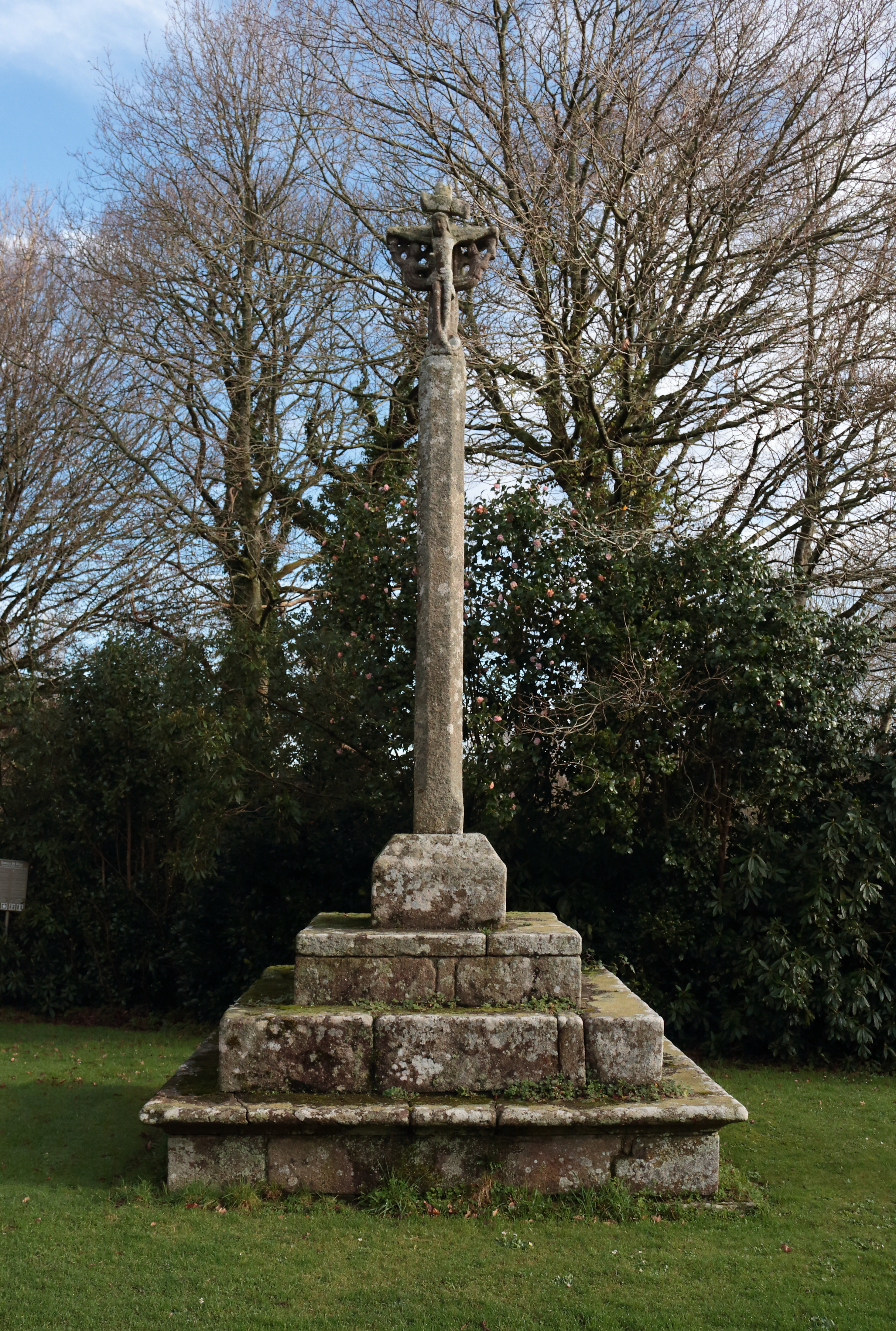
Le calvaire : vue d'ensemble 2.
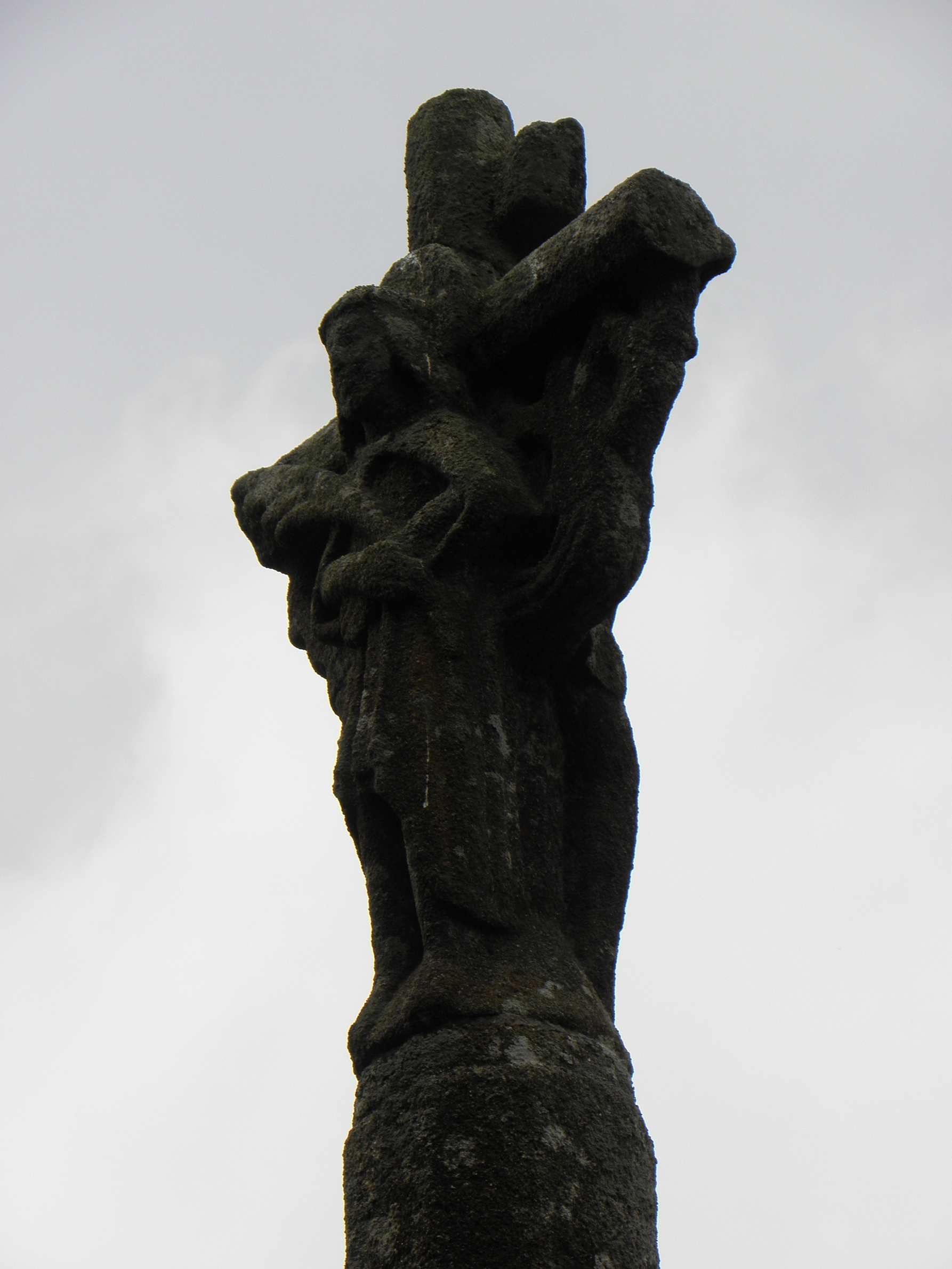
Le calvaire : partie sommitale (statue de sainte Cécile).